# Europees kampioenschap voetbal onder 16 - 1994
Het twaalfde Europees kampioenschap voetbal onder 16 werd gehouden van 26 april tot en met 8 mei 1994 in Ierland. Het toernooi werd voor de eerste keer gewonnen door Turkije. In de finale werd Denemarken met 1–0 verslagen. Oekraïne werd derde.
De zestien gekwalificeerde teams werden ingedeeld in vier groepen van vier. De nummers één en twee van iedere groep stroomden door naar de kwartfinales.

## Gekwalificeerde landen
| Land              | Gekwalificeerd als           | Aantal deelnames |
| ----------------- | ---------------------------- | ---------------- |
| Ierland           | Gastland                     | 4e               |
| Wit-Rusland       | Winnaar kwalificatiegroep 1  | Debuut           |
| Rusland           | Winnaar kwalificatiegroep 2  | 2e               |
| IJsland           | Winnaar kwalificatiegroep 3  | 4e               |
| Duitsland         | Winnaar kwalificatiegroep 4  | 9e               |
| Albanië           | Winnaar kwalificatiegroep 5  | Debuut           |
| Oekraïne          | Winnaar kwalificatiegroep 6  | Debuut           |
| Turkije           | Winnaar kwalificatiegroep 7  | 5e               |
| Zwitserland       | Winnaar kwalificatiegroep 8  | 5e               |
| Spanje            | Winnaar kwalificatiegroep 9  | 9e               |
| Denemarken        | Winnaar kwalificatiegroep 10 | 7e               |
| Engeland          | Winnaar kwalificatiegroep 11 | 3e               |
| Oostenrijk        | Winnaar kwalificatiegroep 12 | 6e               |
| Tsjecho-Slowakije | Winnaar kwalificatiegroep 13 | 5e               |
| Portugal          | Winnaar kwalificatiegroep 14 | 10e              |
| België            | Winnaar kwalificatiegroep 15 | 4e               |

## Stadions
| Dublin                                | · Dublin Drogheda Dundalk Cobh Cork Tipperary Limerick (stad) | · Dublin Drogheda Dundalk Cobh Cork Tipperary Limerick (stad) | Dublin                                  |
| Frank Cooke Park (Capaciteit: 2.000)  | · Dublin Drogheda Dundalk Cobh Cork Tipperary Limerick (stad) | · Dublin Drogheda Dundalk Cobh Cork Tipperary Limerick (stad) | Tolka Park (Capaciteit: 3.600)          |
| Dalymount Park (Capaciteit: 7.955)    | · Dublin Drogheda Dundalk Cobh Cork Tipperary Limerick (stad) | · Dublin Drogheda Dundalk Cobh Cork Tipperary Limerick (stad) | Whitehall Stadium (Capaciteit: 4.000)   |
| Dublin                                | · Dublin Drogheda Dundalk Cobh Cork Tipperary Limerick (stad) | · Dublin Drogheda Dundalk Cobh Cork Tipperary Limerick (stad) | Cork                                    |
| Richmond Park (Capaciteit: 5.430)     | · Dublin Drogheda Dundalk Cobh Cork Tipperary Limerick (stad) | · Dublin Drogheda Dundalk Cobh Cork Tipperary Limerick (stad) | Bishopstown Stadium (Capaciteit: 2.000) |
| Belfield Park (Capaciteit: 2.500)     | · Dublin Drogheda Dundalk Cobh Cork Tipperary Limerick (stad) | · Dublin Drogheda Dundalk Cobh Cork Tipperary Limerick (stad) | Turners Cross (Capaciteit: 7.485)       |
| Tipperary                             | · Dublin Drogheda Dundalk Cobh Cork Tipperary Limerick (stad) | · Dublin Drogheda Dundalk Cobh Cork Tipperary Limerick (stad) | Limerick                                |
| Cooke Park (Capaciteit: 1.000)        | · Dublin Drogheda Dundalk Cobh Cork Tipperary Limerick (stad) | · Dublin Drogheda Dundalk Cobh Cork Tipperary Limerick (stad) | Plassey Bowl (University of Limerick)   |
| Cobh                                  | · Dublin Drogheda Dundalk Cobh Cork Tipperary Limerick (stad) | · Dublin Drogheda Dundalk Cobh Cork Tipperary Limerick (stad) | Dublin                                  |
| St. Colman's Park (Capaciteit: 4.000) | · Dublin Drogheda Dundalk Cobh Cork Tipperary Limerick (stad) | · Dublin Drogheda Dundalk Cobh Cork Tipperary Limerick (stad) | RDS Arena (Capaciteit: 18.500)          |
| Drogheda                              | · Dublin Drogheda Dundalk Cobh Cork Tipperary Limerick (stad) | · Dublin Drogheda Dundalk Cobh Cork Tipperary Limerick (stad) | Dundalk                                 |
| United Park (Capaciteit: 2.000)       | · Dublin Drogheda Dundalk Cobh Cork Tipperary Limerick (stad) | · Dublin Drogheda Dundalk Cobh Cork Tipperary Limerick (stad) | Oriel Park (Capaciteit: 6.000)          |

## Groepsfase

### Groep A
| Pos. | Land        | GW | W | G | V | DV | DT | +/− | Ptn. |
| ---- | ----------- | -- | - | - | - | -- | -- | --- | ---- |
| 1    | Wit-Rusland | 3  | 1 | 2 | 0 | 3  | 2  | +1  | 5    |
| 2    | Oostenrijk  | 3  | 1 | 2 | 0 | 3  | 2  | +1  | 5    |
| 3    | Spanje      | 3  | 1 | 1 | 1 | 5  | 2  | +3  | 4    |
| 4    | Albanië     | 3  | 0 | 1 | 2 | 1  | 6  | −5  | 1    |

|               |        |     |             |                                                              |
| 26 april 1994 | Spanje | 0–1 | Wit-Rusland | United Park, Drogheda Scheidsrechter: Hermann Albrecht (GER) |
| 26 april 1994 |        |     |             | United Park, Drogheda Scheidsrechter: Hermann Albrecht (GER) |

|               |            |     |         |                                                            |
| 26 april 1994 | Oostenrijk | 1–0 | Albanië | Oriel Park, Dundalk Scheidsrechter: Richard O'Hanlon (IRL) |
| 26 april 1994 |            |     |         | Oriel Park, Dundalk Scheidsrechter: Richard O'Hanlon (IRL) |

|               |             |     |         |                                                            |
| 28 april 1994 | Wit-Rusland | 1–1 | Albanië | United Park, Drogheda Scheidsrechter: Brendan Shorte (IRL) |
| 28 april 1994 |             |     |         | United Park, Drogheda Scheidsrechter: Brendan Shorte (IRL) |

|               |        |     |            |                                                       |
| 28 april 1994 | Spanje | 1–1 | Oostenrijk | Oriel Park, Dundalk Scheidsrechter: José Pratas (POR) |
| 28 april 1994 |        |     |            | Oriel Park, Dundalk Scheidsrechter: José Pratas (POR) |

|               |         |     |        |                                                            |
| 30 april 1994 | Albanië | 0–4 | Spanje | Oriel Park, Dundalk Scheidsrechter: Knud Erik Fisker (DEN) |
| 30 april 1994 |         |     |        | Oriel Park, Dundalk Scheidsrechter: Knud Erik Fisker (DEN) |

|               |               |     |            |                                                             |
| 30 april 1994 | Wit-Rusland   | 1–1 | Oostenrijk | United Park, Drogheda Scheidsrechter: Vladimír Hriňák (SVK) |
| 30 april 1994 |               |     |            | United Park, Drogheda Scheidsrechter: Vladimír Hriňák (SVK) |
| 30 april 1994 | Strafschoppen |     |            | United Park, Drogheda Scheidsrechter: Vladimír Hriňák (SVK) |
| 30 april 1994 | 4–3           |     |            | United Park, Drogheda Scheidsrechter: Vladimír Hriňák (SVK) |

### Groep B
| Pos. | Land              | GW | W | G | V | DV | DT | +/− | Ptn. |
| ---- | ----------------- | -- | - | - | - | -- | -- | --- | ---- |
| 1    | Engeland          | 3  | 2 | 1 | 0 | 4  | 2  | +2  | 7    |
| 3    | Portugal          | 3  | 2 | 0 | 1 | 5  | 1  | +4  | 6    |
| 3    | Tsjecho-Slowakije | 3  | 1 | 0 | 2 | 2  | 4  | −2  | 3    |
| 4    | Ierland           | 3  | 0 | 1 | 2 | 1  | 5  | −4  | 1    |

|               |          |             |          |                                                                 |
| 26 april 1994 | Portugal | 0–1         | Engeland | Frank Cooke Park, Dublin Scheidsrechter: Nikolai Levnikov (RUS) |
| 26 april 1994 |          | 15' Cassidy |          | Frank Cooke Park, Dublin Scheidsrechter: Nikolai Levnikov (RUS) |

|               |                   |     |         |                                                       |
| 26 april 1994 | Tsjecho-Slowakije | 1–0 | Ierland | Tolka Park, Dublin Scheidsrechter: Amand Ancion (BEL) |
| 26 april 1994 |                   |     |         | Tolka Park, Dublin Scheidsrechter: Amand Ancion (BEL) |

|               |                   |     |                   |                                                                |
| 28 april 1994 | Portugal          | 2–0 | Tsjecho-Slowakije | Whitehall Stadium, Dublin Scheidsrechter: Sergey Shmolik (BLR) |
| 28 april 1994 | Zeferino 20', 25' |     |                   | Whitehall Stadium, Dublin Scheidsrechter: Sergey Shmolik (BLR) |

|               |          |     |         |                                            |
| 28 april 1994 | Engeland | 1–1 | Ierland | Tolka Park Scheidsrechter: Urs Meier (SUI) |
| 28 april 1994 |          |     |         | Tolka Park Scheidsrechter: Urs Meier (SUI) |

|               |          |     |                   |                                                                     |
| 30 april 1994 | Engeland | 2–1 | Tsjecho-Slowakije | Dalymount Park, Dublin Scheidsrechter: Manfred Schuttengruber (AUT) |
| 30 april 1994 |          |     |                   | Dalymount Park, Dublin Scheidsrechter: Manfred Schuttengruber (AUT) |

|               |         |                                |          |                                                           |
| 30 april 1994 | Ierland | 0–3                            | Portugal | Tolka Park, Dublin Scheidsrechter: Hermann Albrecht (GER) |
| 30 april 1994 |         | 35', 60' Zeferino 53' Martinho |          | Tolka Park, Dublin Scheidsrechter: Hermann Albrecht (GER) |

### Groep C
| Pos. | Land        | GW | W | G | V | DV | DT | +/− | Ptn. |
| ---- | ----------- | -- | - | - | - | -- | -- | --- | ---- |
| 1    | Rusland     | 3  | 2 | 0 | 1 | 9  | 4  | +5  | 6    |
| 2    | Denemarken  | 3  | 2 | 0 | 1 | 10 | 9  | +1  | 6    |
| 3    | Duitsland   | 3  | 2 | 0 | 1 | 9  | 6  | +3  | 6    |
| 4    | Zwitserland | 3  | 0 | 0 | 3 | 5  | 14 | −9  | 0    |

|               |           |     |         |                                                                |
| 26 april 1994 | Duitsland | 0–2 | Rusland | St. Colman's Park, Cobh Scheidsrechter: Juan Brito Arceo (ESP) |
| 26 april 1994 |           |     |         | St. Colman's Park, Cobh Scheidsrechter: Juan Brito Arceo (ESP) |

|               |             |                           |            |                                                              |
| 26 april 1994 | Zwitserland | 3–4                       | Denemarken | Turners Cross, Cork Scheidsrechter: Gylfi Thor Orrason (ISL) |
| 26 april 1994 |             | , Grønkjær Laursen Hansen |            | Turners Cross, Cork Scheidsrechter: Gylfi Thor Orrason (ISL) |

|               |             |     |           |                                                             |
| 28 april 1994 | Zwitserland | 1–5 | Duitsland | Cooke Park, Tipperary Scheidsrechter: Vasyl Melnychuk (UKR) |
| 28 april 1994 |             |     |           | Cooke Park, Tipperary Scheidsrechter: Vasyl Melnychuk (UKR) |

|               |                     |     |         |                                                               |
| 28 april 1994 | Denemarken          | 3–2 | Rusland | Plassey Bowl, Limerick Scheidsrechter: Dermot Gallagher (ENG) |
| 28 april 1994 | Thorup Olsen Hansen |     |         | Plassey Bowl, Limerick Scheidsrechter: Dermot Gallagher (ENG) |

|               |         |     |             |                                                              |
| 30 april 1994 | Rusland | 5–1 | Zwitserland | Turners Cross, Cork Scheidsrechter: Gylfi Thor Orrason (ISL) |
| 30 april 1994 |         |     |             | Turners Cross, Cork Scheidsrechter: Gylfi Thor Orrason (ISL) |

|               |                 |     |           |                                                                  |
| 30 april 1994 | Denemarken      | 3–4 | Duitsland | Bishopstown Stadium, Cork Scheidsrechter: Dermot Gallagher (ENG) |
| 30 april 1994 | Thorup , Hansen |     |           | Bishopstown Stadium, Cork Scheidsrechter: Dermot Gallagher (ENG) |

### Groep D
| Pos. | Land     | GW | W | G | V | DV | DT | +/− | Ptn. |
| ---- | -------- | -- | - | - | - | -- | -- | --- | ---- |
| 1    | Turkije  | 3  | 2 | 1 | 0 | 7  | 2  | +5  | 7    |
| 2    | Oekraïne | 3  | 2 | 1 | 0 | 5  | 3  | +2  | 7    |
| 3    | België   | 3  | 1 | 0 | 2 | 3  | 7  | −4  | 3    |
| 4    | IJsland  | 3  | 0 | 0 | 3 | 3  | 6  | −3  | 0    |

|               |                |     |         |                                                                    |
| 26 april 1994 | Turkije        | 2–1 | IJsland | Richmond Park, Dublin Scheidsrechter: Manfred Schuttengruber (AUT) |
| 26 april 1994 | Meriç 52', 59' |     |         | Richmond Park, Dublin Scheidsrechter: Manfred Schuttengruber (AUT) |

|               |                          |     |                        |                                                             |
| 26 april 1994 | Oekraïne                 | 2–1 | België                 | Belfield Park, Dublin Scheidsrechter: Vladimír Hriňák (SVK) |
| 26 april 1994 | Iachtchouk 6' Fedoruk 9' |     | 74' (pen.) Van De Paar | Belfield Park, Dublin Scheidsrechter: Vladimír Hriňák (SVK) |

|               |             |     |           |                                                          |
| 28 april 1994 | Turkije     | 1–1 | Oekraïne  | RDS Arena, Dublin Scheidsrechter: Knud Erik Fisker (DEN) |
| 28 april 1994 | Kabakçı 17' |     | 20' Zubov | RDS Arena, Dublin Scheidsrechter: Knud Erik Fisker (DEN) |

|               |         |     |        |                                                          |
| 28 april 1994 | IJsland | 1–2 | België | Richmond Park, Dublin Scheidsrechter: Bujar Pregja (ALB) |
| 28 april 1994 |         |     |        | Richmond Park, Dublin Scheidsrechter: Bujar Pregja (ALB) |

|               |        |                      |         |                                                        |
| 30 april 1994 | België | 0–4                  | Turkije | RDS Arena, Dublin Scheidsrechter: Sergey Shmolik (BLR) |
| 30 april 1994 |        | , Dinç Kabakçı Tekke |         | RDS Arena, Dublin Scheidsrechter: Sergey Shmolik (BLR) |

|               |              |     |                            |                                                              |
| 30 april 1994 | IJsland      | 1–2 | Oekraïne                   | Belfield Park, Dublin Scheidsrechter: Richard O'Hanlon (IRL) |
| 30 april 1994 | Gíslason 17' |     | 56' Iachtchouk 68' Slyusar | Belfield Park, Dublin Scheidsrechter: Richard O'Hanlon (IRL) |

## Knock-outfase
|  | kwartfinale     | kwartfinale    |                |       | halve finale   | halve finale   |   |  | finale | finale |
|  |                 |                |                |       |                |                |   |  |        |        |
|  | 3 mei – Dundalk |                |                |       |                |                |   |  |        |        |
|  |                 |                |                |       |                |                |   |  |        |        |
|  | Turkije         | 0 (5)          |                |       |                |                |   |  |        |        |
|  | Turkije         | 0 (5)          | 5 mei – Dublin |       |                |                |   |  |        |        |
|  | Portugal        | 0 (3)          |                |       |                |                |   |  |        |        |
|  | Portugal        | 0 (3)          | Turkije        | 1     |                |                |   |  |        |        |
|  | 3 mei – Dublin  |                | Turkije        | 1     |                |                |   |  |        |        |
|  |                 | Oostenrijk     | 0              |       |                |                |   |  |        |        |
|  | Rusland         | Oostenrijk     | 0              | 0     |                |                |   |  |        |        |
|  | Rusland         |                | 8 mei – Dublin | 0     |                |                |   |  |        |        |
|  | Oostenrijk      | 2              |                |       |                |                |   |  |        |        |
|  | Oostenrijk      | 2              | Turkije        | 1     |                |                |   |  |        |        |
|  | 3 mei – Dublin  |                | Turkije        | 1     |                |                |   |  |        |        |
|  |                 | Denemarken     | 0              |       |                |                |   |  |        |        |
|  | Oekraïne        | Denemarken     | 0              | 2 (7) |                |                |   |  |        |        |
|  | Oekraïne        | 5 mei – Dublin |                | 2 (7) |                |                |   |  |        |        |
|  | Engeland        | 2 (6)          |                |       |                |                |   |  |        |        |
|  | Engeland        | 2 (6)          | Oekraïne       | 2 (3) | derde plaats   | derde plaats   |   |  |        |        |
|  | 3 mei – Dublin  |                | Oekraïne       | 2 (3) | derde plaats   | derde plaats   |   |  |        |        |
|  |                 | Denemarken     | 2 (5)          |       | 8 mei – Dublin | 8 mei – Dublin |   |  |        |        |
|  | Wit-Rusland     | Denemarken     | 2 (5)          | 1     | 8 mei – Dublin | 8 mei – Dublin |   |  |        |        |
|  | Wit-Rusland     |                |                |       |                | Oekraïne       | 2 |  |        |        |
|  | Denemarken      | 3              |                |       |                | Oekraïne       | 2 |  |        |        |
|  | Denemarken      | 3              | Oostenrijk     | 0     |                |                |   |  |        |        |
|  |                 |                | Oostenrijk     | 0     |                |                |   |  |        |        |

### Kwartfinale
|            |             |                       |            |                                                           |
| 3 mei 1994 | Wit-Rusland | 1–3                   | Denemarken | Dalymount Park, Dublin Scheidsrechter: Amand Ancion (BEL) |
| 3 mei 1994 |             | Thorup Grønkjær Olsen |            | Dalymount Park, Dublin Scheidsrechter: Amand Ancion (BEL) |

|            |         |     |            |                                                           |
| 3 mei 1994 | Rusland | 0–2 | Oostenrijk | Tolka Park, Dublin Scheidsrechter: Juan Brito Arceo (ESP) |
| 3 mei 1994 |         |     |            | Tolka Park, Dublin Scheidsrechter: Juan Brito Arceo (ESP) |

|            |                          |     |                               |                                                     |
| 3 mei 1994 | Engeland                 | 2–2 | Oekraïne                      | RDS Arena, Dublin Scheidsrechter: José Pratas (POR) |
| 3 mei 1994 | Carragher 2' Cassidy 56' |     | Fedoruk 49' Omelianovitch 80' | RDS Arena, Dublin Scheidsrechter: José Pratas (POR) |
| 3 mei 1994 | Strafschoppen            |     |                               | RDS Arena, Dublin Scheidsrechter: José Pratas (POR) |
| 3 mei 1994 | 6–7                      |     |                               | RDS Arena, Dublin Scheidsrechter: José Pratas (POR) |

|            |                                     |     |                               |                                                     |
| 3 mei 1994 | Turkije                             | 0–0 | Portugal                      | Oriel Park, Dundalk Scheidsrechter: Urs Meier (SUI) |
| 3 mei 1994 |                                     |     |                               | Oriel Park, Dundalk Scheidsrechter: Urs Meier (SUI) |
| 3 mei 1994 | Strafschoppen                       |     |                               | Oriel Park, Dundalk Scheidsrechter: Urs Meier (SUI) |
| 3 mei 1994 | Çalişkan Tan Habiboğlu Tekke Bayhan | 5–3 | Edgar Pedro Monteiro Zeferino | Oriel Park, Dundalk Scheidsrechter: Urs Meier (SUI) |

### Halve finale
|            |                 |     |                         |                                                               |
| 5 mei 1994 | Denemarken      | 2–2 | Oekraïne                | Dalymount Park, Dublin Scheidsrechter: Richard O'Hanlon (IRL) |
| 5 mei 1994 | Thorup Lektonen |     | Bilokon 42' Hopkalo 61' | Dalymount Park, Dublin Scheidsrechter: Richard O'Hanlon (IRL) |
| 5 mei 1994 | Strafschoppen   |     |                         | Dalymount Park, Dublin Scheidsrechter: Richard O'Hanlon (IRL) |
| 5 mei 1994 | 5–3             |     |                         | Dalymount Park, Dublin Scheidsrechter: Richard O'Hanlon (IRL) |

|            |            |            |         |                                                           |
| 5 mei 1994 | Oostenrijk | 0–1        | Turkije | Tolka Park, Dublin Scheidsrechter: Dermot Gallagher (ENG) |
| 5 mei 1994 |            | Sağlam 16' |         | Tolka Park, Dublin Scheidsrechter: Dermot Gallagher (ENG) |

### Troostfinale
|            |                           |     |            |                                                          |
| 8 mei 1994 | Oekraïne                  | 2–0 | Oostenrijk | RDS Arena, Dublin Scheidsrechter: Nikolai Levnikov (RUS) |
| 8 mei 1994 | Iachtchouk 21' Zghura 72' |     |            | RDS Arena, Dublin Scheidsrechter: Nikolai Levnikov (RUS) |

### Finale
|            |            |           |         |                                                          |
| 8 mei 1994 | Denemarken | 0–1       | Turkije | RDS Arena, Dublin Scheidsrechter: Hermann Albrecht (GER) |
| 8 mei 1994 |            | Meriç 52' |         | RDS Arena, Dublin Scheidsrechter: Hermann Albrecht (GER) |